# Sam Vesterberg
Sam Vesterberg, folkbokförd som Bo Samuel Vesterberg, född 6 juni 1951, är en svensk sångare, verksam i Göteborg. 
Vesterberg mest känd som sångare i Göteborgsgruppen Nynningen från och med skivan "Äntligen En Ny Dag" 1976 fram till bandet splittrades i början av 1980-talet. Han deltog också 1977 som sångare i Tältprojektet, vilket brukar betraktas som kulmen på den alternativa musikrörelsen i Sverige. Efter att ha hållit låg artistisk profil i många år medverkade Vesterberg 1999 på skivprojektet En Salig Samling som gavs ut till förmån för Frälsningsarméns sociala verksamhet och sålde i 240 000 exemplar. År 2002 gjorde han solodebut med albumet "Väg 45" som gavs ut av Zebra Art Records. 2011 kom uppföljaren "Genom mitt fönster" 2016 kom plattan "Sånger från ett dragigt kapell",  där han tolkar läsarsånger från uppväxten i ett pastorshem i Västerbottens inland . 2021 Utställningen Övergivna Kapell tillsammans med Kari Hane Lundström på Frölunda kultur hus Dec 2021 till Feb 2022. Utställningen visades även i Vihelmina juli 2022 och i maj 2023 i Dorotea. 2023 Fick Sam Vesterberg Göteborgs stads kulturstipendium. 